# Tony Hicks
Anthony Christopher "Tony" Hicks, född 16 december 1945 i Nelson, Lancashire, är en brittisk gitarrist. Hicks började sin karriär i en skifflegrupp (Les Skifflettes). Han fick senare (1963) kontakt med gruppen The Hollies där man behövde en gitarrist. Hicks behärskar även många andra instrument som banjo (hörs tydligt i hiten "Stop Stop Stop"), sitar och harpa. Han var också med och samskrev många av gruppens hits.
Hicks är nu den medlem som varit med längst i The Hollies sedan sångaren Allan Clarke lämnade gruppen 2000.